# Diritti umani in Georgia
I diritti umani in Georgia sono garantiti dalla costituzione del paese. Esiste un Difensore d'ufficio indipendente eletto dal parlamento per garantire che tali diritti vengano applicati. Tuttavia, secondo quanto sostiene Amnesty International, Human Rights Watch, il Dipartimento di Stato degli Stati Uniti e l'opposizione georgiana questi diritti vengono spesso violati.
In aggiunta circa 20% del territorio di quella che era la Repubblica Socialista Sovietica Georgiana è conteso (occupato view dal governo di Tbilisi) come pure ci sono state frequenti accuse di violazione dei diritti umani in questi territori.

## Libertà di espressione sui media
Durante le dimostrazioni georgiane del 2007, i reparti antisommossa della polizia attaccarono la sede del canale Imedi, che conduceva la messa in onda delle dimostrazioni.

## Abusi sui prigionieri
Per anni, le organizzazioni per i diritti umani hanno esortato il presidente Saakashvili ed il suo governo ad esaminare le presunte atrocità nelle prigioni georgiane. Nel 2010 la Commissione del Consiglio d'Europa per i Diritti Umani riferiva: “Le condizioni di vita nelle prigioni e nei campi di prigionia della Georgia – conosciute, inoltre con il nome di "istituti penitenziari" - non sono favorevoli di risultati migliori per i detenuti. Piuttosto il contrario: Il sistema amounts to an offence contro international standards per gli istituti penitenziari. Sono comuni le richieste di aiuto per fermare le torture nelle loro prigioni. I prigionieri temono di aggravare la loro situazione fornendo i nominativi dei loro torturatori.